# Международная автомобильная выставка в Москве (1908)
II Международная выставка автомобилей, моторных лодок, двигателей, велосипедов и спорта — автомобильная выставка, открывшаяся в Москве 3 мая 1908 года. 
Основные мероприятия II Международной выставки автомобилей, моторных лодок, двигателей, велосипедов и спорта проходили в Манеже. Целью выставки была заявлена популяризация механического способа передвижения в центральной России и за Уралом.

Русские автомобилисты могут торжествовать. Россия окончательно причислена к сонму великих автомобильных держав.— «Вторая международная автомобильная выставка в России.», «Автомобиль», журнал. — 1908. — 1 февраля (№ 3), С. 2009.

## Описание выставки
Организатором выставки стало Московское отделение «Российского Автомобильного Общества». Для организации мероприятия был учреждён распорядительный комитет выставки. Почётным председателем комитета стал граф Василий Васильевич Гудович. Председателем комитета был выбран председатель Московского отделения «Российского автомобильного общества» Виктор Клавдиевич Жиро.
По правилам выставки все экспонаты делились на семь классов:
- Готовые легковые автомобили
- Каретная отделка автомобилей, мотоциклы и велосипеды
- Автомобильные шины и принадлежности к ним
- Спортивные предметы и костюмы
- Топливо и смазочные материалы
- Грузовые машины и автобусы
- Моторные лодки

## Участники выставки
Организационный комитет, для привлечения большего количества экспонентов, установил низкую плату за аренду выставочных площадей, объявил о значительном снижении страховочных и таможенных тарифов для участников выставки, предоставил преференции на проживание и питание для делегатов. Доставка экспонатов железнодорожным транспортом по территории Российской империи была бесплатной. Производители представили более 150 автомобилей различных конструкций, в том числе: 37 дубль-фаэтон, 31 лимузин, 18 шасси, 16 грузовиков, 14 ландоле, 9 двухместных автомобилей, 3 омнибуса, 3 купе. А также мотоциклы, резиновые шины, велосипеды, моторные лодки, горюче-смазочные материалы, двигатели, запасные части.
Фирмы — участники выставки:
| Россия: - экипажная фабрика «Фрезе и Ко» - экипажная фабрика «Ив. Брейтигам» - экипажная фабрика «Братья Крыловы» - экипажная фабрика «П. П. Ильин» - Товарищество «Российско-американской резиновой мануфактуры» - Товарищество «Проводник» | Германия: - «Адлер» (Adler) - «Опель» (Opel) - «Даймлер» (Daimler) - «Мерседес» (Mercedes) - «Бенц» (Benz) - «Бюссинг» (Büssing) - «НАГ» (N.A.G) | Франция: - «Панар-Левассор» (Panhard-Levassor) - «Лорен-Дитрих» (Lorraine-Dietrich) - «Котен-Дегут» (Cottin & Desgouttes) - «Рено» (Renault) - «Пежо» (Peugeot) - «Ле Буир» (La Buire) - «Деляж» (Delage) | Италия: - «Фиат» (F.I.A.T) | Австрия - «Лаурин & Клемент» (Laurin & Klement) |

## Сопутствующие мероприятия
11 мая состоялся испытательный пробег грузовых автомобилей на дистанцию 106,6 км по маршруту Москва — Подсолнечная — Москва. В заезде по Петербургскому шоссе приняли участие 16 машин, разделённых по грузоподъемности на три категории. Основным критерием в состязаниях был расход топлива на «пудо-версту». На оценку влияли надежность автомобилей и их «пригодность к русским дорогам». Все три призовых места достались немецким производителям (Büssing, Gaggenau, Daimler).
19 мая состоялось автомобильная гонка по маршруту Петербург — Москва. В гонке приняли участие 27 машин. Полностью пройти дистанцию в 686,5 км удалось только десяти автомобилям. Победителем стал француз Виктор Эмери на автомобиле марки «Benz». Победитель затратил на прохождение дистанции 8 часов 33 минуты 48 секунд. Средняя скорость составила 80,2 км/ч. Торжественное награждение победителя и участников прошло 20 мая на Красной площади.

## Значение выставки
Выставка прошла успешно с коммерческой точки зрения. За время выставки в Манеже побывало около 30 тысяч посетителей. За 18 дней работы производители продали около 100 автомобилей. Выставка дала мощный импульс к развитию автомобилизма в Москве. Московские торговые дома – «Жемличка», «Марк», «Братья Крыловы», «Ростовский» – подписали дополнительные договоры с автомобильными заводами и расширили ассортимент продаваемых автомобилей. Значительные сдвиги произошли и в развитии коммерческого транспорта Москвы. После салона 1908 года впервые Московская Городская управа и некоторые другие учреждения Москвы обзавелись автомобильным транспортом. К 1911 году автомобильный парк города увеличился в два раза по сравнению с 1908 годом.